# Hósvík
Hósvík est un village des îles Féroé, situé plus précisément sur l'île de Streymoy.
L'église du village date de 1929.